# Черниговская (Краснодарский край)
Черни́говская — станица в Белореченском районе Краснодарского края.
Административный центр Черниговского сельского поселения.

## География
Станица расположена в горно-лесной зоне, на реке Пшиш, в 14 км юго-западнее Белореченска. Ближайшая железнодорожная станция — Комсомольская (на линии Туапсе-Белореченск) расположена в посёлке Молодёжный, в 4 км к югу от станицы.

### Улицы
| - ул. 1 Мая, - пер. Будённого, - ул. Будённого, - ул. Гагарина, - ул. Калинина, - ул. Красная, - ул. Ленина, - ул. Мира, - ул. Надгорная, - ул. Первомайская, | - ул. Подгорная, - ул. Пушкина, - ул. Речная, - ул. Розы Люксембург, - ул. Свободы, - ул. Советская, - ул. Труда, - ул. Чапаева, - ул. Шевченко |

## История
Станица Пшишская основана в 1863 году, в 1867 году переименована в Черниговскую. Станица входила в Майкопский отдел Кубанской области.
В 1873 году в Покровскую церковь требовался священник. На тот момент в станице проживало 616 человек.

## Население
| 2002 | 2010  | 2015  |
| ---- | ----- | ----- |
| 1482 | ↘1349 | ↘1335 |